# كولب (إلينوي)
كولب (بالإنجليزية: Colp)‏ هي منطقة سكنية تقع في الولايات المتحدة في إلينوي.

## الموقع الجغرافي
الموقع الجغرافي للمناطق المحيطة بهذه النقطة هو كالتالي: